# Кинематограф на языке малаялам
Малаяламоязычный кинематограф, также известный как «Молливуд» (англ. Mollywood) включает в себя фильмы на языке малаялам, снимаемые в штате Керала, Индия. Фильмы данной киноиндустрии наиболее реалистичны среди всех, снимаемых в Индии.
Изначально кинопроизводственный центр индустрии базировался в Тируванантапураме. После расцвета данной отрасли индийского кино в 1940-х года, он был перенесен в Мадрас (ныне Ченнаи). К концу 1980-х годов, киноиндустрия малаялам вернулась и зарекомендовала себя в штате Керала.
До 1947 года было выпущено всего 2 немых и 3 озвученных фильма. Но уже в 50-х годах кинопроизводство выпускало от 6 фильмов в год, 30 фильмов в год в конце 60-х годов, 50 — в 70-х, 80-100 — в 80-х. В 1978-79 годах на малаялам было выпущено больше фильмов, чем на хинди.
На языке малаялам вышел первый в Индии 3D-фильм My Dear Kuttichathan (1984). Фильмы «Гуру» (1997) режиссёра Раджива Анчала и «Абу, сын Адама» Салима Ахамеда были выбраны, чтобы представлять Индию в конкурсе на премию «Оскар» за лучший фильм на иностранном языке, но не попали в итоговый список номинантов.

## История
Отцом-основателем малаяльского кино считают Джея Си Дэниэла, в 1928 году снявшего первый в Керале немой фильм, Vigathakumaran («Потерянный ребёнок»). Дэниэл сыграл главную мужскую роль, а на женскую роль согласилась П. К. Рози из касты неприкасаемых. Фильм был встречен протестом со стороны ортодоксальных индуистов, возмущенных как появлением женщины на экране (что считалось таким же позорным как занятие проституцией), так и тем что неприкасаемая осмелилась сыграть женщину из высшей касты. В прокате картина имела умеренный успех, но кассовые сборы не смогли покрыть всех расходов. Дэниэл был вынужден продать всё своё оборудование, чтобы раздать долги, и к производству фильмов больше не возвращался. Неудача в прокате также постигла второй снятый в Керале немой фильм Marthanda Varma, вышедший на экраны в 1933 году. До этого фильм «пролежал на полке» два года из-за проблем с авторским правом на роман К. В. Рамана, который служил его основой.
Первый звуковой фильм на малаялам, Balan («Беда»), вышел в 1938 году. Ещё два фильма, Gnanambika и Prahlada, были выпущены в 1940 и 1941 годах. Ежегодное производство фильмов началось только в 1948 году с Nirmala, первого фильма, поставленного продюсером-малаяли — П. Дж. Черианом. В главных ролях снялись его сын и невестка. Чериан также одним из первых использовал в кино закадровое исполнение песен.
Фильм Neelakuyil, вышедший на экраны в 1954 году, получил признание зрителей и завоевал Серебряную медаль президента. Снятый режиссёрами П. Бхаскараном и Раму Кариатом по сценарию известного малаяламоязычного писателя Уруба, он часто называется первым аутентичным малаяламоязычным фильмом.
В свою очередь Newspaper Boy, созданный группой студентов в 1955 году, стал первым неореалистичным фильмом Индии.
В этот период в кинематографе господствовали актёры Прем Назир, Сатьян, Мадху, Шила, Шарада и Джаябхарати. Прем Назир считается одним из самых успешных индийских актёров и обладает четырьмя актёрскими рекордами, в частности, он сыграл более 700 главных ролей и более 80 главных женских ролей.
Большинство фильмов 1960-х годов Молливуда были сосредоточены на вопросах, касающихся касты и классовой эксплуатации, вырождения феодального класса и распада совместной семейной системы.
В 1961 году на экраны вышел Kandam Becha Kottu Т. Р. Сундарама — первый цветной фильм на малаялам. В 1964 году с первым триллером в индустрии, Bhargavi Nilayam, дебютировал как режиссёр кинооператор А. Винсент.
Фильм Chemmeen (1965) режиссёра Раму Кариата первым из южно-индийских фильмов завоевал Национальную кинопремию за лучший фильм.
В это же время в кино пришёл режиссёр К. С. Сетумадхаван, чьи работы четыре раза завоёвывали Национальную кинопремию за лучший фильм на малаялам. В конце 1960-х он, в сотрудничестве с продюсером М. О. Джозефом и ведущим актёром Сатьяном, снял несколько знаковых фильмов, таких как Yakshi, Adimakal, Aranazhika Neram и Anubhavangal Palichakal. 
1970-е годы являются периодом становления «параллельного кино», вдохновленного французским и итальянским неореализмом. Основной движущей силой этого направления были Адур Гопалакришнан и Говиндан Аравиндан. Одним из первых фильмов «новой волны» стал режиссёрский дебют Гопалакришнана — «По своей воле» (1972).
Другие известные фильмы этого периода — Nirmalyam (1973) режиссёра Васудевана Наяра, Uttarayanam (1974) Говиндана Аравиндана, Swapnadanam (1976) К. Г. Джорджа, Cheriyachante Kroorakrithyangal (1979) и Amma Ariyan (1986) Джона Абрахама и др. Фильм «Рождение» режиссёра Шаджи Каруна стал первым малаяламоязычным фильмом, выигравшим «Золотую камеру» в программе «Особый взгляд» на Каннском кинофестивале.
В конце 1970-х годов, благодаря боевикам с участием каскадёра Джаяна, начало набирать популярность коммерческое кино. Джаян стал одной из первых коммерчески успешных звёзд штата Керала. Однако его успех был недолгим, он погиб выполняя опасный трюк на вертолёте во время съёмок фильма Kolilakkam (1981).
Период с конца 1980-х по начало 1990-х годов в народе считается «золотым веком малаяламоязычного кино». В это время стали известными актёры Моханлал, Маммутти и режиссёры И. В. Саси, Бхаратан, Падмараджан, К. Г. Джордж, Сатьян Антикад, Приядаршан, А. К. Лохитадас, Сиддик-Лал и Сринивасан. Этот период популярного кино характеризуется адаптацией бытовых тем из жизни и исследованием социальных и личных отношений.
В конце 1990-х и начале 2000-х годов в малаяламоязычном кинематографе снималось много шаблонных фильмов и слэпстик-комедий.

## Музыка в кино
Первый звуковой фильм на малаялам Balan включал 24 песни, которые исполняли сами актёры.
Закадровое исполнение песен в Молливуде впервые было использовано в четвёртом фильме на малаялам — Nirmala (1948), а Говинда Рао, Сароджини Менон и П. Лила, которые пели в этом фильме, стали первыми закадровыми исполнителями киноиндустрии.
В начале песни для фильмов на малаялам основывались на популярных мелодиях тамильских и хинди-язычных композиций, но эта тенденция изменилась в 1950-х годах с приходом на музыкальную сцену Молливуда ряда новых лиц, среди которых были композиторы Г. Девараджан, В. Дакшинамурти, Бабурадж и К. Рагхаван, поэты-песенники Ваялар Рамаварма, П. Бхаскаран и О. Н. В. Куруп.
В числе ранних закадровых исполнителей-мужчин были Канукара Пурушотаман, К. П. Удаябхану, А. М. Раджа, женские голоса в фильмах принадлежали Шанте П. Наир, П. Сушиле и С. Джанаки.
На конец 1950-х — середину 1970-х пришлась «золотая эра» музыки кино на малаялам.
В это время в индустрии дебютировали А. М. Раджа, П. Сушила и С. Джанаки, которые приобрели популярность, даже несмотря на то, что были родом из Андхра-Прадеш, а не из Кералы. Впоследствии в малаяламоязычных фильмах прозвучали голоса множества популярных певцов из других штатов, таких как Манна Дей, Талат Махмуд, Лата Мангешкар, Аша Бхосле и С. П. Баласубраманьям. Музыку для песен также порою сочиняли кинокомпозиторы из соседских киноиндустрий: Наушад Али, Уша Кханна и Илайяраджа.
В 1961 году с экранов прозвучала первая песня некоронованного короля закадровых исполнителей на малаялам К. Дж. Йесудаса, который и сейчас продолжает оставаться самым популярным певцом Кералы, став живой легендой.
В 1962 и 1966 в индустрию пришли поэты-песенники Юсуф Али Кеччери и Шрикумаран Тампи.
В 1979 году дебютировала К. С. Читра, ставшая наиболее востребованной певицей в Южной Индии в середине 1980-х.
К концу 1970-х годов тенденции в музыке начали меняться, большое количество ритмичных песен в западной манере пришло с доминированием композиторов Шьяма, К. Дж. Джоя, Джерри Амалдева и т. д. Поэты-песенники были вынуждены писать тексты, соответствующие мелодиям этих лет и часто подвергались критике по поводу качества. Но в 1979—1980 годах композитор-революционер Равиндран вместе с М. Г. Радхакришнаном и Джонсоном провели вторую реформацию малаяльской киномузыки, начав создавать мелодичную и классическую музыку в лучших традициях Керальской культуры. Успех новой музыки также принадлежит таким поэтам, как Пуваччал Кхадар, Кавалам Нараяна Паникер и Биччу Тирумала в 1980-е годы и Каитапрам Дамодаран Нампутири, Гириш Путтанчери в 1990-е годы.